# Janisze (województwo lubelskie)
Janisze – wieś w Polsce położona w województwie lubelskim, w powiecie ryckim, w gminie Ryki.
W latach 1975–1998 miejscowość administracyjnie należała do ówczesnego województwa lubelskiego.
Wieś jest sołectwem w gminie Ryki. Według Narodowego Spisu Powszechnego z roku 2011 wieś liczyła 51 mieszkańców.
Wierni Kościoła rzymskokatolickiego należą do parafii Najświętszego Zbawiciela w Rykach.

## Historia
Janisze opisano w wieku XIX jako wieś w powiecie garwolińskim, ówczesnej gminie i parafii Ryki. W 1827 roku we wsi było 8 domów i 48 mieszkańców. Około 1882 roku – 10 domów 117 mieszkańców i 216 mórg gruntu.